# (17918) 1999 GE6
1999 جي إي 6 (ويعرف أيضًا باسم (17918) 1999 جي إي 6 وفق تسمية الكوكب الصغير) (بالإنجليزية: 1999 GE6)‏ هو كويكب ضمن حزام الكويكبات؛ وترتيبه 17918 من حيث الاكتشاف.
اكتُشف هذا الجُرم الفلكي بواسطة تاكيشي أوراتا ‏ في 14 أبريل 1999.

## وصلات خارجية
- (17918) 1999 GE6 في قاعدة بيانات مختبر الدفع النفاث لأجرام النظام الشمسي الصغيرة

- الاكتشاف · مخطط المدار ·  العناصر المدارية · المعلمات المادية

- (17918) 1999 GE6 على موقع ويكي سكاي: DSS2, SDSS, GALEX, IRAS, Hydrogen α, X-Ray, Astrophoto, Sky Map, Articles and images